# A due
A due (prononcé : [a ˈduːe]) en italien ou à deux en français est une expression musicale désignant qu'une portée ayant précédemment deux parties distinctes pour deux musiciens se réunit en une seule partie en unisson. Plus souvent abrégée par a2, cette expression est présente sur les partitions où deux musiciens ou sections du même instrument partagent une même portée . L'instruction a2 indique que les deux musiciens ou sections doivent jouer les notes indiquées, alors que primo et secondo (souvent abrégés comme 1. et 2. ou Io et IIo) indique que seulement un musicien ou section doit jouer pendant que l'autre doit rester silencieux (tacet). Les termes primo et secondo peuvent aussi indiquer deux parties instrumentales distinctes dans un duo, n'empêchant pas l'un de jouer en même temps que l'autre.